# Liszicsani
Liszicsani (macedónul: Лисичани) település Észak-Macedóniában, a Délnyugati körzet Plasznicai járásában.

## Népesség
2002-ben 1153 lakosa volt, akik közül 1126 török, 10 albán, 6 macedón és 11 más nemzetiségű.